# Humberto Gessinger
Humberto Gessinger (Porto Alegre, 24 dicembre 1963) è un cantante, musicista, compositore e polistrumentista brasiliano.

## Biografia
Humberto Gessinger è nato a Porto Alegre, dove è cresciuto insieme alle sorelle e al fratello. All'età di 14 anni ha perso il padre, stroncato dalla leucemia. Subito dopo è diventato musicista, da autodidatta.
Alla fine del 1984, Gessinger ha formato un gruppo rock, gli Engenheiros do Hawaii,  insieme a due amici della facoltà di architettura dell'UFRGS, Carlos Maltz e Marcelo Pitz, pubblicando quindi il primo album nel 1986. Nel maggio 1987, in seguito all'uscita di Marcelo Pitz,  Gessinger ha iniziato a suonare il basso e  reclutato Augusto Licks come chitarrista solista , trasformando così il gruppo in una delle band brasiliane di maggior successo dell'epoca. Dopo gli abbandoni di Licks (1993) e di Maltz (1996), ha fondato una nuova band chiamata Humberto Gessinger Trio. Gli Engenheiros do Hawaii si sono riuniti nel 1997, con una nuova formazione a tre (Gessinger al basso, Luciano Granja alla chitarra e Adal Fonseca alla batteria). Nel 2001 il gruppo è diventato un quartetto, dopo ennesimi rimaneggiamenti (Paulinho Galvão alla chitarra, Bernardo Fonseca al basso, Gláucio Ayala alla batteria, Gessinger di nuovo alla chitarra solista).
Dopo la "sospensione a tempo indeterminato della band" (2008), Gessinger ha formato con Duca Leindecker il duo Pouca Vogal. In seguito Humberto e Duca hanno intrapreso carriere da solisti. Il suo album Insular Ao Vivo, un disco live, è stato nominato nel 2015 per il 16° Latin Grammy Awards nella categoria Miglior album rock brasiliano. 
Gessinger ha anche pubblicato alcuni libri.

## Vita privata
Dall'inizio degli anni '90 Gessinger è sposato con l'architetto Adriana Sesti, alla quale era sentimentalmente legato già dai tempi dal liceo. I due hanno una figlia, Clara Gessinger, apparsa da bambina in alcuni video degli Engenheiros do Hawaii. Successivamente Clara ha collaborato col padre, componendo brani e talvolta anche accompagnandolo con la sua voce.